# Astomum borbonicum
Astomum borbonicum är en bladmossart som beskrevs av Maurice Bizot och Onraedt 1976. Astomum borbonicum ingår i släktet Astomum och familjen Pottiaceae. Inga underarter finns listade i Catalogue of Life.